# Mustafa Shakir

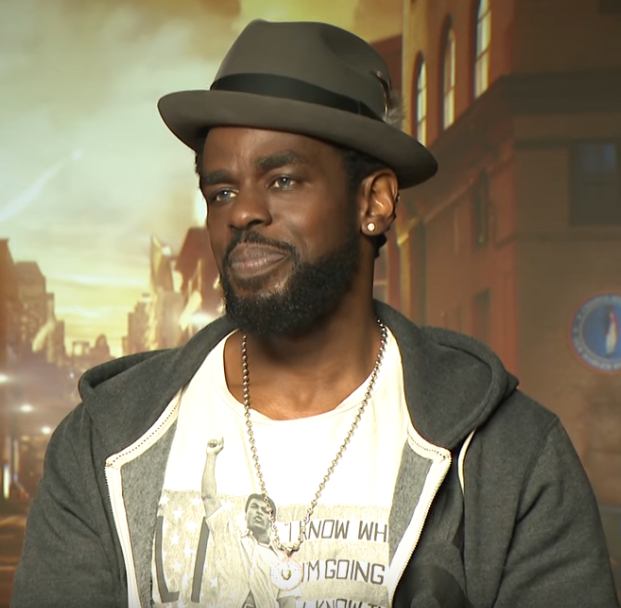
Mustafa Shakir (2018)

Mustafa Shakir (* 21. August 1976) ist ein US-amerikanischer Schauspieler. Bekanntheit erlangte er vor allem durch die Rolle des John McIver/Bushmaster aus der Serie Marvel’s Luke Cage. Als Musiker tritt er unter dem Künstlernamen Mustafa Effortless in Erscheinung.

## Leben und Karriere
Mustafa Shakir wurde im US-Bundesstaat North Carolina geboren. Als er elf Monate alt war, zog die Familie mit ihm zunächst in die Bronx in New York City. Mit sieben Jahren zogen sie in das Viertel Harlem, im Bezirk Manhattan, um. Bevor er sich dem Schauspiel zuwandte, arbeitete er als Friseur. Als Vorbilder, sich der Schauspielerei zu widmen, nennt Shakir die Darsteller Morgan Freeman und Michael Kenneth Williams.
Seine erste Schauspielrolle vor der Kamera übernahm Shakir 1996 mit einem Gastauftritt in der Serie New York Undercover. 2000 spielte er eine kleine Rolle im Film Shaft – Noch Fragen?. Nach Gastauftritten in Law & Order, Dr. Vegas, Dr. House und Wanted war er 2005 als Gannon in einer zentralen Rolle im Horrorfilm The Cavern – Abstieg ins Grauen zu sehen. Anschließend trat er in Girlfriends, Cold Case – Kein Opfer ist je vergessen, Numbers – Die Logik des Verbrechens, Harry’s Law, Shameless, Navy CIS: L.A. und Underground in Gastrollen auf.
2016 war Shakir in der HBO-Miniserie The Night Of – Die Wahrheit einer Nacht als Victor in einer Nebenrolle zu sehen. Darüber hinaus übernahm er in der Dramaserie Quarry als Moses eine der Hauptrollen. 2017 trat er im Neo-Noir-Film Brawl in Cell Block 99 als Andre in einer Nebenrolle auf. Von 2017 bis 2019 gehörte er zu Besetzung der Serie The Deuce. In der zweiten Staffel der Netflix-Serie Marvel’s Luke Cage übernahm Shakir 2018 die Antagonistenrolle des John McIver alias Bushmaster. Zuvor war er bereits für die erste Staffel in der Rolle des Cottonmouth vorgesehen, die er aus terminlichen Gründen allerdings nicht wahrnehmen konnte. In der finalen Fassung wurde die Figur von Mahershala Ali dargestellt. Anschließend sprach er für die Hauptrolle in der Serie Black Lightning vor, die allerdings mit Cress Williams besetzt wurde.
Unter dem Namen Mustafa Effortless veröffentlichte er 2017 ein EP mit dem Titel The Love Machine Project. 2019 folgte eine EP mit dem Titel Masterpeace Theater. Beide Alben wurden auf Musikstreamingplattformen veröffentlicht. Shakir ernährt sich vegan.

## Filmografie (Auswahl)
- 1996: New York Undercover (Fernsehserie, Episode 2x18)
- 1999: Wasteland (Fernsehserie, 2 Episoden)
- 2000: Shaft – Noch Fragen? (Shaft)
- 2001: Einmal Himmel und zurück (Down to Earth)
- 2001, 2004: Law & Order (Fernsehserie, 2 Episoden)
- 2003: Marci X – Uptown Gets Down (Marci X)
- 2004: Dr. Vegas (Fernsehserie, Episode 1x01)
- 2005: Dr. House (Fernsehserie, Episode 2x01)
- 2005: The Cavern – Abstieg ins Grauen (WIthIN)
- 2005: Wanted (Fernsehserie, Episode 1x13)
- 2006: Girlfriends (Fernsehserie, 4 Episoden)
- 2007: Cold Case – Kein Opfer ist je vergessen (Cold Case, Fernsehserie, Episode 5x08)
- 2008: Numbers – Die Logik des Verbrechens (Numb3rs, Fernsehserie, Episode 4x17)
- 2010: Daybreak
- 2011: Harry’s Law (Fernsehserie, Episode 1x05)
- 2011: Geezas
- 2012: The Frontier (Fernsehfilm)
- 2013: Shameless (Fernsehserie, Episode 3x06)
- 2013: The Dark Side of the Earth (Kurzfilm)
- 2014: Navy CIS: L.A. (NCIS: Los Angeles, Fernsehserie, Episode 5x15)
- 2015: Mighty Med – Wir heilen Helden (Mighty Med, Fernsehserie, Episode 2x10)
- 2015: Driving While Black
- 2016: Underground (Fernsehserie, Episode 1x01)
- 2016: The Night Of – Die Wahrheit einer Nacht (The Night Of, Miniserie, 4 Episoden)
- 2016: Quarry (Fernsehserie, 6 Episoden)
- 2016: Timeless (Fernsehserie, Episode 1x06)
- 2017: Double Play
- 2017: Navy CIS: New Orleans (Fernsehserie, Episode 3x15)
- 2017: Brawl in Cell Block 99
- 2017: Fight Your Way Out
- 2017–2019: The Deuce (Fernsehserie, 21 Episoden)
- 2018: The Grounds
- 2018: Marvel’s Luke Cage (Fernsehserie, 11 Episoden)
- 2019: American Gods (Fernsehserie, Episode 2x05)
- 2019: Jett (Fernsehserie, 4 Episoden)
- 2021: Cowboy Bebop (Fernsehserie, 10 Episoden)
- 2022: Emancipation
- 2023: Assassin – Every Body is a Weapon (Assassin)
- 2023: Ghosted
- 2025: Love Hurts – Liebe tut weh (Love Hurts)